# Archiv für Agrargeschichte der holsteinischen Elbmarschen
Das Archiv für Agrargeschichte der holsteinischen Elbmarschen war eine Zeitschrift für Agrargeschichte der holsteinischen Elbmarschen. In ihr wurden Quellenmaterial und analytische Beiträge zur Landwirtschaftsgeschichte veröffentlicht. Sie schließt mit ihren Beiträgen ein Forschungsdesiderat für die holsteinischen Elbmarschen und leistet einen wichtigen Beitrag zur schleswig-holsteinischen Agrargeschichte.

## Geschichte
Die Zeitschrift Archiv für Agrargeschichte wurde 1979 von Klaus-Joachim Lorenzen-Schmidt (Krempdorf) gegründet. Ihr Ziel war es, Quellenmaterial für die Agrargeschichte, insbesondere die Wirtschafts- und Sozialgeschichte der ländlichen Gesellschaft der holsteinischen Elbmarschen (Haseldorfer, Seestermüher, Kremper- und Wilstermarsch) zwischen Wedel und Brunsbüttel und analytische Beiträge dazu bereitzustellen. Insbesondere Quellen aus bäuerlichen Privatarchiven wurden dabei erschlossen. Beabsichtigt war die Publikation von Material für eine zu schreibende Wirtschafts-, Sozial- und Mentalitätsgeschichte der holsteinischen Elbmarschen zwischen 1100 und 2000. Die Zeitschrift erschien in sechs Heften pro Jahrgang; seit 1982 gab es eine Beiheftereihe mit monographischen Darstellungen (vier Bände erschienen). Die Finanzierung erfolgte über ein Abonnementssystem, das etwa 250 Bezieher umfasste. 1983 wurde ein das Projekt tragender Verein gegründet, dessen Vorsitzende die Lehrerin und Bäuerin Dörte Harms war. 1981 zeigte das Archiv für Agrargeschichte die sehr gut angenommene Wanderausstellung „Landwirtschaft ohne Diesel“, in der Fotografien aus der Landwirtschaft und der ländlichen Gesellschaft in der Zeit vor den dieselgetriebenen Traktoren (1880–1930) gezeigt und erläutert wurden. Die Ausstellung war mit einer Vortragsreihe verbunden. Das Projekt des Archivs für Agrargeschichte musste 1989 mit dem Abschluss des 11. Jahrganges eingestellt werden, weil der Hauptbearbeiter sich nicht mehr in der Lage sah, neben seiner beruflichen Tätigkeit als Archivar am Staatsarchiv Hamburg die erforderliche Arbeit vor Ort zu leisten.